# Dimitrie Sturdza-Miclăușanu
Dimitrie Alexandru Sturdza-Miclăușanu (Butea, 10 marzo 1833 – Bucarest, 8 ottobre 1914) è stato un politico rumeno.
Ricoprì i ruoli di Ministro degli Esteri e Primo Ministro.

## Biografia
Studiò presso l'Academia Mihăileană a Iași, concludendo poi gli studi in Germania.
Al ritorno divenne segretario personale del principe Alexandru Ioan Cuza, partecipando al governo liberale di Ion Brătianu nato dalla deposizione del principe (cui ha contribuito anche lui) come Ministro degli Esteri e venendo nominato quattro volte Primo ministro della Romania; nell'ultimo incarico, nel 1907, fu chiamato dal re Carlo I a gestire la crisi causata dalla rivolta scoppiata in quello stesso anno.
Nel 1899 divenne capo del Partito liberale romeno.
Nonostante fosse noto per le sue capacità lavorative, era un nazionalista e sosteneva le politiche antisemite del suo partito e l'esclusione dei non romeni da un ampio numero di posizioni sociali.
Fu nominato segretario a vita dell'Accademia romena e presidente della stessa dal 1882 al 1884; come segretario, sostenne la pubblicazione delle collezioni di documenti storici fatte da Constantin Hurmuzachi e di altri documenti minori. È considerato come una delle personalità del mondo numismatico romeno.
Suo figlio Alexandru Sturdza, colonnello dell'esercito romeno, disertò durante la prima guerra mondiale.